# Anthony Mamo
Sir Anthony Joseph Mamo (Birchircara, 9 gennaio 1909 – Mosta, 1º maggio 2008) è stato un politico maltese, primo Presidente della Repubblica di Malta dal 13 dicembre 1974 al 27 dicembre 1976. In precedenza aveva ricoperto l’incarico di Governatore generale del Paese dal 1971 al 1974.

## Biografia
Dopo essersi laureato in Giurisprudenza all'Università di Malta nel 1934, iniziò a lavorare come avvocato.
Nel 1957 venne nominato presidente della Corte Suprema, carica che ricoprirà fino al 1971 quando venne nominato Governatore generale del Paese.
Nel dicembre 1974 fu proclamata la nascita della Repubblica di Malta, e Mamo ne divenne Presidente.